# Borys Romantjenko
Borys Tymofikovytj Romantjenko (ukrainska: Борис Тимофійович Романченко, engelska: Borys Tymofiyovych Romanchenko) född 20 januari 1926, död 18 mars 2022, var en förintelseöverlevare som satt fängslad i de nazityska koncentrationslägren Buchenwald, Peenemünde, Dora och Bergen-Belsen. Han dog i sitt hem som besköts och förstördes under den ryska invasionen av Ukraina 2022.

## Biografi
Vid 16 års ålder deporterades Romantjenko till Dortmund i Tyskland, där han sattes i tvångsarbete i en kolgruva. Efter ett misslyckat flyktförsök blev han internerad i koncentrationslägret i Buchenwald. Senare blev han tvångsarbetare i Peenemünde och fick arbeta med tillverkningen av V2-raketer. Han överfördes därefter till koncentrationslägret i Mittelbau-Dora och slutligen till Bergen-Belsen där han blev befriad. Efter hemkomsten utbildade han sig i Charkiv.
Den 12 april 2015 höll han ett tal på platsen för koncentrationslägret Buchenwald, och citerade på ryska ur den så kallade Buchenwald-eden: "Наш идеал — построить новый мир мира и свободы" ("Vårt ideal är att bygga en ny värld av fred och frihet").
Vid sin död var han bosatt i distriktet Saltivka i Charkiv.
Hans barnbarn Julija Romantjenko beskrev att området utsattes för granatbeskjutning där Romantjenkos hus blev helt uppbränt. Den ukrainska utrikesministern Dmytro Kuleba kommenterade på Twitter: "Unspeakable crime. Survived Hitler, murdered by Putin."
Den tyska förbundsdagen uppmärksammade den 22 mars 2022 Romantjenko med en tyst minut.